# Ленкоранско-Нашебургский 163-й пехотный полк
Ленкоранско-Нашебургский 163-й пехотный полк — армейская пехотная воинская часть Вооружённых сил Российской империи.
Полковой праздник пехотного формирования — 25 декабря.

## История
Пехотный полк сформирован на Кавказе 1 августа 1874 года из четвёртых батальонов 20-й пехотной дивизии, под наименованием 163-го пехотного Нашебургского полка, причём батальоны составились: 1-й — из батальона 77-го пехотного Тенгинского, 2-й — из батальона 78-го пехотного Навагинского, 3-й — из батальона 79-го пехотного Куринского и 4-й — из батальона 80-го пехотного Кабардинского полков. 
Батальонам были сохранены следующие знаки отличия: 1-му — простое знамя без надписи, знаки на шапках с надписью: «За покорение Чечни в 1857, 1858 и 1859 гг.» и «поход за военное отличие», пожалованный 12 января 1828 г. 2-му батальону старого Крымского пехотного полка, из которого в 1834 г. образован 4-й батальон Тенгинского полка, за отличие в сражениях с персами между Ушаганом и Эчмиадзином 17 августа 1827 г.; 2-му батальону — простое знамя с надписью: «За поход в Анди в июне и в Дарго в июле 1845 г.» и знаки на шапках с надписью: «За покорение Чечни в 1857, 1858 и 1859 гг.»; 3-му батальону — Георгиевское знамя с надписью: «За отличие при взятии штурмом Ахульго 22 августа 1833 г. и за отличие в 1858 и 1859 гг. в Большой Чечне» и знаки на шапках с надписью: «За отличие», пожалованные 17 апреля 1852 г. за военные действия в Большой и Малой Чечне; 4-му батальону: Георгиевское знамя с надписью: «За взятие у Аварских войск знамени при р. Иоре 7 ноября 1800 г.»; серебряная труба с надписью: «За отличие, оказанное при крепости Ченстохове в 1813 г.», пожалованная 13 июня 1813 г. 39-му егерскому полку, из которого в 1834 г. образован 4-й батальон Кабардинского полка; знаки на шапках с надписью: «За отличие», пожалованные за подвиги в сражении с французами в 1814 г. при Бриен-ле-Шато и селении Ла-Ротьере, и «поход за военное отличие», пожалованный 19 февраля 1868 г. за Кавказскую войну. 
Боевое крещение Нашебургский полк получил в русско-турецкую войну 1877—1878 гг., участвуя в военных действиях в Пририонском крае. Находясь в составе Кобулетского отряда генерала Оклобжио, Нашебургцы перешли 12 апреля через реку Чолок и, после авангардного дела у Муха-Эстапе, участвовали 29 апреля во взятии Хуцубанских высот. 16 мая 1877 года полк переправился через р. Кинтриши и занял высоты Сальба. 11 июня он участвовал в неудачной атаке турецкого укреплённого лагеря на Цихидзирских высотах. На другой день Нашебургцы 9 часов геройски отбивались штыками от турок. К 18 июня весь отряд сосредоточился на прежней позиции Муха-Эстапе. 15 ноября полк участвовал в занятии Хуцубанских высот, а 18 января 1878 г. — в атаке Цихидзирской позиции. За эту войну 13 окт. 1878 г. 1, 3 и 4-му батальонам пожалованы новые Георгиевские знамёна с дополнительной надписью: «За отличие в Турецкую войну 1877 и 1878 гг.», а 2-му батальону — Георгиевские трубы с надписью: «За отличие в Турецкую войну 1877 и 1878 гг.». 
В 1883 г. полк был переведён в Европейскую Россию. 25 марта 1891 г. полку повелено именоваться 163-м пехотным Ленкоранско-Нашебургским полком, для сохранения в русской армии памяти покрывшего себя боевой славой Нашебургского пехотного полка. Последний был сформирован в 1726 году под наименованием Ленкоранского, назван в 1732 году Нашебургским и затем в 1834 году поступил на образование трёх линейных батальонов. 
Во время русско-японской войны Ленкоранско-Нашебургский полк был мобилизован и, после Высочайшего смотра в Витебске 30 октября 1904 года, отправлен на Дальний Восток. Прибыв 14 января 1905 года в Мукден Ленкоранцы-Нашебургцы были назначены на охрану железной дороги и заняли станции Цицикар, Нингуту, Фулярди и Бодунэ. 4 апреля 1905 года полк был переведён на юг в г. Мамайкай и, сменив авангард 6-го Сибирского корпуса, простоял около месяца на Сыпингайских позициях. 
Полк расформирован в январе 1918 года.

## Знаки отличия полка
1. Георгиевское знамя с надписью: «За взятие у Аварских войск знамени при р. Иоре 7 ноября 1800 г., за отличие при взятии штурмом Ахульго 22 августа 1839 г., за поход в Анди в июне и в Дарго в июле 1845 г., за военные подвиги в 1858 и 1859 гг. в Большой Чечне и за отличие в Турецкую войну 1877 и 1878 гг.»
2. Серебряные трубы с надписью: «За отличие, оказанное при крепости Ченстохове 1813 г.»
3. Георгиевские трубы с надписью: «За отличие в Турецкую войну 1877 и 1878 гг.»[1]
4. Знаки на головные уборы с надписью:
  - в 1 и 2-м батальонах — «За покорение Чечни в 1857, 1858 и 1859 гг.»
  - в 3 и 4-м батальонах — «За отличие»
5. Поход за военное отличие в 1-м, 2-м и 4-м батальонах.

## Знаки различия
| Описание     | Знаки различия по состоянию на 1904—1907 гг. | Знаки различия по состоянию на 1904—1907 гг. | Знаки различия по состоянию на 1904—1907 гг. | Знаки различия по состоянию на 1904—1907 гг. | Знаки различия по состоянию на 1904—1907 гг. | Знаки различия по состоянию на 1904—1907 гг. | Знаки различия по состоянию на 1904—1907 гг. | Знаки различия по состоянию на 1904—1907 гг.    |
| ------------ | -------------------------------------------- | -------------------------------------------- | -------------------------------------------- | -------------------------------------------- | -------------------------------------------- | -------------------------------------------- | -------------------------------------------- | ----------------------------------------------- |
| Погоны       |                                              |                                              |                                              |                                              |                                              |                                              |                                              |                                                 |
| Классный чин | Полковник                                    | Подполко́вник                                 | Капитан                                      | Штабс-капитан                                | Пору́чик                                      | Подпору́чик                                   | Пра́порщик                                    | Зауряд-пра́порщик, произведенный из фельдфебелей |
| Группа       | Штаб-офицеры                                 | Штаб-офицеры                                 | Обер-офицеры                                 | Обер-офицеры                                 | Обер-офицеры                                 | Обер-офицеры                                 | Обер-офицеры                                 | Обер-офицеры                                    |

## Командиры полка
- 28.09.1874 — 26.12.1876 — полковник Шелеметьев, Николай Васильевич
- 26.12.1876 — 01.10.1886 — полковник Воротынцев, Николай Егорович
- 27.10.1886 — 04.07.1890 — полковник Савёлов, Михаил Васильевич
- 16.08.1890 — 26.12.1892 — полковник Буш, Альфонс Иванович
- 04.01.1893 — 05.01.1900 — полковник Кабаков, Константин Яковлевич
- 02.02.1900 — 03.11.1904 — полковник Клей, Казимир Иванович
- 08.11.1904 — 03.05.1910 — полковник Юницкий, Захар Павлович
- 11.06.1910 — 25.03.1911 — полковник Рейнбот, Ростислав Ростиславович
- 07.04.1911 — 11.08.1914[4] — полковник Эккерсдорф, Феофил Александрович
- 13.11.1914 — 06.02.1916 — полковник Яблонский, Андрей Николаевич
- 15.02.1916 — 09.02.1917 — полковник Дорошкевич, Александр Васильевич
- 13.02.1917 — хх.хх.19хх — полковник Никитин, Владимир Кириллович

## Известные люди, служившие в полку
- Лютов, Александр Дмитриевич
- Майгур, Парфений Матвеевич
- Феличкин, Михаил Дмитриевич